# Ferrovia Gallarate-Varese
La ferrovia Gallarate-Varese è una linea ferroviaria italiana di proprietà statale che collega il nodo ferroviario di Gallarate alla città di Varese.
È una linea a doppio binario gestita da Rete Ferroviaria Italiana che la classifica come linea di tipo complementare.  La trazione è elettrica a 3000 V a corrente continua.
Il servizio regionale è affidato a Trenord. La linea è inoltre servita dalla linea S5 del servizio ferroviario suburbano di Milano che è gestita da un'Associazione Temporanea d'Imprese coinvolgente Trenord e ATM.

## Storia
La Gallarate-Varese fu inaugurata il 26 settembre 1865 e fu uno tra i primi casi in Italia di ferrovia costruita a spese delle comunità amministrative locali, in quanto i Rothschild non la ritennero di interesse strategico per i loro affari. Tuttavia, l'esercizio fu poi affidato alla Società per le Ferrovie dell'Alta Italia che si impegnò in tal senso anche dopo la guerra del 1866.
Con la Convenzione del 1885, la linea entrò nella Rete Mediterranea e quindi fu esercita dalla Società per le Strade Ferrate del Mediterraneo.
La Gallarate-Varese, assieme alla Gallarate-Milano e alla Varese-Porto Ceresio (il complesso delle "linee varesine"), fu teatro della sperimentazione di un sistema di alimentazione a corrente elettrica a 650 Volt a corrente continua che richiedeva l'uso di una terza rotaia. Questa era posta a fianco dei binari di corsa e sopra di essa scorrevano i pattini di alimentazione in ghisa o in acciaio collegati ai treni. La linea elettrificata fu aperta il 16 ottobre 1901. Successivamente, si elettrificò con lo stesso sistema anche il tratto fino a Porto Ceresio che fu aperto con la nuova trazione il 15 giugno 1902 Furono impiegate venti automotrici, numerate da 5111 a 5130, e venti rimorchiate a loro simili costruite in Italia dalle Officine Meccaniche di Milano su progetto General Electric Company.
Nel 1905, con la statalizzazione delle ferrovie, l'esercizio passò alle Ferrovie dello Stato. Dopo la Seconda guerra mondiale, nel processo di standardizzazione della trazione elettrica operato dall'azienda pubblica, l'alimentazione passò a quella ad alta tensione a 3000 Volt a corrente continua.

## Caratteristiche
La linea ferroviaria è a doppio binario elettrificato a 3000 volt corrente continua.

### Percorso
| Unused urban continuation backward | Unused urban continuation backward |  | Continuation backward |  |

| Unknown route-map component "dSTR+l" | Unknown route-map component "uxmKRZo" | Unknown route-map component "uxmKRZo" | Station on transverse track | Unknown route-map component "KRZo" | Unknown route-map component "STR+r" | Unknown route-map component "d" |

| Unknown route-map component "dSTR" | Unused straight waterway | Unused straight waterway | Unknown route-map component "STR+l" | One way rightward | Continuation forward | Unknown route-map component "d" |

| Unknown route-map component "dSTR" | Unknown route-map component "uexKBHFe" | Unknown route-map component "uexBHF" | Station on track |  |  | Unknown route-map component "d" |

| Unknown route-map component "dSTR" | Unknown route-map component "uexSTR+l" | Unknown route-map component "uexSTRr" | Straight track |  |  | Unknown route-map component "d" |

| Unknown route-map component "dSTRl" | Unknown route-map component "uxmKRZo" | Unknown route-map component "STR+r" | Straight track |  |  | Unknown route-map component "d" |

| Unused straight waterway | Unknown route-map component "eKRWgl" | Unknown route-map component "eKRWg+r" |  |  |

| Unknown route-map component "dCONTgq" | Unknown route-map component "uxmKRZo" | One way rightward | Straight track |  |  | Unknown route-map component "d" |

| Unknown route-map component "uexSTRl" | Unused transverse waterway | Unknown route-map component "emKRZu" | Unknown route-map component "uexABZq+r" | Unknown route-map component "uexCONTfq" |

| Unknown route-map component "uexCONTgq" | Unknown route-map component "emKRZo" | Unknown route-map component "uexSTRr" |

| Stop on track |

| Unknown route-map component "SKRZ-Au" |

| Stop on track |

| Unknown route-map component "SKRZ-Ao" |

| Station on track |

| Stop on track |

| Unknown route-map component "SKRZ-Ao" |

| Unknown route-map component "vCONTgq" | Unknown route-map component "SPLeq" | Unknown route-map component "ABZg+r" |  |  |

| 0+000  |
| 25+039 |

| Station on track |

| Unknown route-map component "KRW+l" | Unknown route-map component "KRWgr" |  |

| Non-passenger station/depot on track | Straight track |  |

| Unknown route-map component "KRWl" | Unknown route-map component "KRWg+r" |  |

| Continuation forward |

## Movimento
La linea è servita dai treni Regio-Express di Trenord in servizio sulla tratta Milano-Gallarate-Varese-Porto Ceresio, a frequenza oraria con fermata solo nelle stazioni principali; le stazioni intermedie sono invece servite dai treni della linea S5 Varese-Milano-Treviglio del servizio ferroviario suburbano di Milano, a frequenza semioraria. Inoltre, la linea è utilizzata dai treni TiLo come parte del servizio S50 della rete celere del Canton Ticino per l'aeroporto di Malpensa, anch'essi con fermata solo nelle stazioni principali di Varese e Gallarate.